# Espitrídates (militar)
Espitrídates fue un señor local que vivió en Asia Menor a finales del siglo V y comienzos del siglo IV a. C.
Según el historiador griego antiguo Ctésias de Cnido, Espitrídates habría combatido hacia el año 420 a. C. al sátrapa persa rebelde Pisutnes. En el año 400 a. C., participó como subcomandante del sátrapa Farnabazo II en la lucha contra los aproximadamente diez mil mercenarios griegos que habían acompañado a Ciro el Joven en su fallida campaña contra Artajerjes II. En ese contexto, tenía la misión de bloquear el paso de los mercenarios por Bitinia.
Cuando Persia se encontraba en guerra contra Esparta, las fuentes vuelven a mencionar a Spithridates como señor feudal dentro de la satrapía de Farnabazo. Se enemistó con Farnabazo porque este, al parecer, quería tomar a una de sus hijas como concubina. Por ello, cuando el general espartano Lisandro llegó en el año 396 a. C. a Asia Menor, acompañando al rey Agesilao II, y se dirigió al Helesponto, logró convencer a Espitrídates de que se rebelara contra Farnabazo.
Espitrídates aportó a Lisandro doscientos jinetes y nuevos fondos, y junto con su hijo siguió al líder espartano hasta el rey Agesilao, a quien le proporcionó información sobre la situación en la satrapía de Farnabazo. También ayudó a establecer relaciones con Cotis de Paflagonia. Sin embargo, en el invierno del 395/394 a. C., después de que los espartanos se quedaran con el botín tras una batalla cerca de Dascilio, Espitrídates volvió al bando persa. Después de eso, no vuelve a mencionarse en las fuentes.